# Dallas Jenkins
Dallas Jenkins (Bonney Lake, 25 de julho de 1975) é um diretor de cinema e televisão estadunidense, escritor e produtor cinematográfico. Ele é mais conhecido como o criador, diretor e co-roteirista de The Chosen, a primeira série com várias temporadas sobre a vida de Jesus de Nazaré. Essa série obteve o maior financiamento por crowdfunding na história do entretenimento, tanto da televisão como do cinema.
A carreira de Jenkins é focada no entretenimento de mídia baseado na fé em Jesus. Em entrevista ao Chicago Sun-Times, Jenkins disse sobre a série The Chosen: "Sentimos que, se as pessoas podem fazer maratonas e festas em todo o mundo para séries como Game of Thrones e Stranger Things, então também não há razão para não fazer maratonas em uma série sobre Jesus. O termo "fazer maratona" significa, você sabe, meio que ter uma obsessão por alguma coisa, e se descobrirmos como ter uma obsessão por Jesus, podemos muito bem encorajar isso."